# 爽

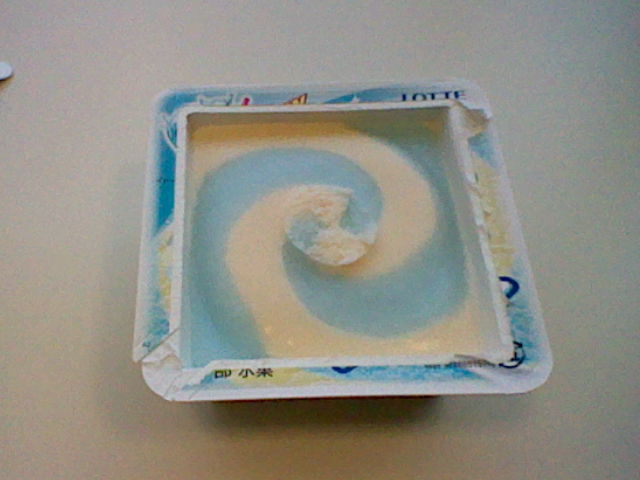
ソーダフロート味‐内部

爽（そう）は、ロッテが製造・販売する、四角いカップ入りのラクトアイスである。なお、標準小売価格は190ml入り（期間限定品の場合185ml）の1個で183円（税込）である。1999年4月発売開始。
ラクトアイスの中に微細氷を混ぜ込むことにより、シャリッとした食感を生み出すとともに、同容量のアイスクリームと比べて約25%程度カロリーを抑えているのが特徴。
2024年現在のキャッチコピーは「くちどけスッと爽快」

## 現在発売中のフレーバー
2024年9月30日現在
- バニラ
- 練乳いちご
- 冷凍みかん
- 濃い甘熟巨峰
- 生チョコ in バニラ（秋冬限定）

## 過去に発売されたフレーバー
- 赤ぶどうヨーグルト
- あずき
- いちごヨーグルト
- 温州みかんヨーグルト味
- キウイヨーグルト味
- グレープ&バニラ
- 紅茶&ミルク
- ゴールデンパイナップル
- 白いサワー
- ジンジャーエール（辛口）
- スイカ
- ソーダフロート
- ダブルチョコレート
- チョコ&バニラ
- チョコミント
- チョコレート
- 粒つぶ苺&バニラ
- 粒つぶ苺&ミルク
- 梨(すりおろし果肉入り)
- 白桃
- ピーチ
- Black & White(チョコ&バニラ)
- ブルーベリーヨーグルト
- マスカット
- 抹茶
- まろやかコーヒー
- マンゴーヨーグルト
- メロン
- メロンソーダフロート
- 焼きりんご & バニラ
- やさしい味のレモン(マルチのみ)
- 冷凍レモン
- ロイヤルミルクティー
- チョココーヒー
- 爽バニラ×三ツ矢サイダー
- 純喫茶風プリン味
- 苺ヨーグルト風味(果肉入り)
- 冷凍ぶどう
- 梨 すりおろし果肉入り
- RED＆WHITE ラズベリー＆バニラ
- とろ〜り練乳いちご
- 丸搾りレモネード
- 甘熟梨
- 香ばしキャラメルマキアート（2023年8月10日 - ）

など
※順不同

## CM出演者
現在
- 森七菜

過去
- 滝沢秀明
- 上戸彩
- 森三中 - 上戸彩と共演
- 佐藤健
- ももいろクローバーZ
- 松岡茉優
- 竹内涼真 - 松岡茉優と共演
- 柾木玲弥 - 同上
- 広瀬すず

など